# Breathe (пісня The Prodigy)
«Breathe» — пісня англійського гурту The Prodigy, випущена в листопаді 1996 року як другий сингл з їхнього третього альбому The Fat of the Land. У ній використано барабанний брейк з пісні «Johnny the Fox Meets Jimmy the Weed» гурту Thin Lizzy. Звуковий ефект удару меча — семпл з «Da Mystery of Chessboxin» гурту Wu-Tang Clan. Як і у випадку з «Firestarter», Джим Девіс зіграв у пісні на гітарі.
«Breathe» стала другим синглом поспіль номером один у Великій Британії, а також очолила хіт-паради Чехії, Данії, Фінляндії, Угорщини, Ірландії, Норвегії та Швеції. У 2003 році журнал Q поставив цю пісню на 321 місце у списку «1001 найкраща пісня всіх часів».

## Сингл
Як і Firestarter, Breathe має інструментальну версію. Також на синглі присутній потужний бі-сайд The Trick — досить своєрідний експеримент Ліама і спроба створити поєднання тремтячих фортепіанних звуків і глибоких басів.

## Історія
Перше виконання пісні відбулося на концерті в залі Піоніра в Белграді, Сербія, 8 грудня 1995 року, за 11 місяців до офіційного виходу.
Пісня була головним хітом у всьому світі, досягаючи перших 10 країн у таких країнах, як Австралія, Австрія, Бельгія, Нідерланди, Нова Зеландія та Швейцарія. 'Breathe' був хітом номер 1 в Данії, Фінляндії, Ірландії, Норвегії, Швеції та Великої Британії.

## Список композицій
1. Breathe (edit) (03:59)
2. Their Law (featuring PWEI) (live at Phoenix Festival '96) (05:24)
3. Poison (Live at the Tourhout & Werchter Festival '96) (05:16)
4. The Trick (04:25)

## Чарти
| Чарт (1996–97)                            | Найвища позиція |
| ----------------------------------------- | --------------- |
| Австралія (ARIA)                          | 2               |
| Австрія (Ö3 Austria Top 75)               | 6               |
| Бельгія (Ultratop Flanders)               | 7               |
| Бельгія (Ultratop Wallonia)               | 2               |
| Canada Alternative 30 (RPM)               | 28              |
| Canada (Nielsen SoundScan)                | 3               |
| Canada Top Singles (RPM)                  | 65              |
| Denmark (IFPI)                            | 1               |
| Europe (Eurochart Hot 100)                | 1               |
| Фінляндія (Suomen virallinen lista)       | 1               |
| Франція (SNEP)                            | 26              |
| Німеччина (Official German Charts)        | 8               |
| Hungary (Mahasz)                          | 1               |
| Iceland (Íslenski Listinn Topp 40)        | 4               |
| Ireland (IRMA)                            | 1               |
| Italy (FIMI)                              | 8               |
| Нідерланди (Dutch Top 40)                 | 9               |
| Нова Зеландія (RIANZ)                     | 3               |
| Норвегія (VG-lista)                       | 1               |
| Шотландія (Official Charts Company)       | 1               |
| Spain (AFYVE)                             | 1               |
| Швеція (Sverigetopplistan)                | 1               |
| Швейцарія (Media Control AG)              | 5               |
| Велика Британія (Official Charts Company) | 1               |
| US Modern Rock Tracks (Billboard)         | 18              |

| Чарт (1996)                          | Позиція |
| ------------------------------------ | ------- |
| Netherlands (Dutch Top 40)           | 113     |
| UK Singles (Official Charts Company) | 13      |

| Чарт (1997)                      | Позиція |
| -------------------------------- | ------- |
| Australia (ARIA)                 | 9       |
| Germany (Official German Charts) | 52      |
| New Zealand (Recorded Music NZ)  | 7       |

## Кліп
В кліпі для «Breathe» Волтер Стерн знову зумів створити відповідну атмосферу параної і тривоги. Кіт і Максим знаходяться по різні сторони стіни, що розділяє кімнату, при цьому Кіт намагається проломити її. Потім вся група постає перед нами в знайомої покинутій брудній кімнаті: деякі предмети, всупереч законам гравітації, стоять на стелі. Ця картинка переривається великим планом стоноги, повільно повзучою по полиці з антикварними книгами.  Кліп став ідеальною ілюстрацією пісні, що містить нескінченну низку химерних видінь.

## Прийняття пісні
Реакція критиків на «Breathe» була сприятливою. Похвалу музичної преси можна було передбачити майже з точністю, проте «The Prodigy» почала фігурувати в матеріалах національної преси, причому не в тому вигляді, як у статті «Мейл он санді». Тепер про «The Prodigy» писали як про якийсь феномен " британської музики, новаторську альтернативу засиллю традиційного
«татового року», що заповнив ефір. Особливо привертав увагу Лайам, справжній талант, чия музика не тільки чудово відображала сьогодення, але і вказувала шлях у майбутнє. У своїй рецензії на «Breathe» газета «Гардіан», зокрема, писала: «Лайам Гаулетт, один з великих музичних вундеркіндів, просто не може не творити дивовижні пісні».
Сингл, прикрашений чудово-глузливим тягучим вокалом Кіта, ще раз довів, що група була,  «електронними панками», як її визначали самі учасники. Її музика і стиль поведінки концентрували в собі настрій панку, про що Лайам сказав так:
«Панк-рок — це спосіб життя. Наш спосіб життя можна описати приблизно так: „Ось ми, незалежно від того, хочете ви, блін, цього чи ні“. Якщо це панк-рок, значить, ми — панк-рок».